# Phrygana

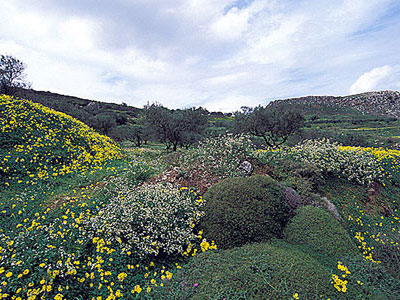
Blühende Sträucher der Phrygana im Frühjahr im östlichen Kreta

Phrygana (griechisch φρύγανα [ˈfriɣana]) ist die Bezeichnung für die von niedrigem, immergrünem Busch- und Strauchwerk geprägte Pflanzenformation, die große Teile der Landschaften des nordöstlichen Mittelmeerraums bedeckt (Albanien, Griechenland, Türkei und Zypern). Der schon von Theophrast (371–287 v. Chr.) verwendete Begriff wurde 1877 von Theodor von Heldreich in die Vegetationskunde eingeführt.
Die typischen Vertreter der Phrygana sind holzige Gewächse mit bis zu einem Meter Höhe (meist deutlich niedriger), die sich auch ohne Wuchsbehinderung nie baumartig ausbilden würden. Im Gegensatz dazu sind die typischen Vertreter der Macchie zur Strauchform reduzierte Baumarten, die Macchie kann also als reduzierter Wald verstanden werden.

## Zusammensetzung

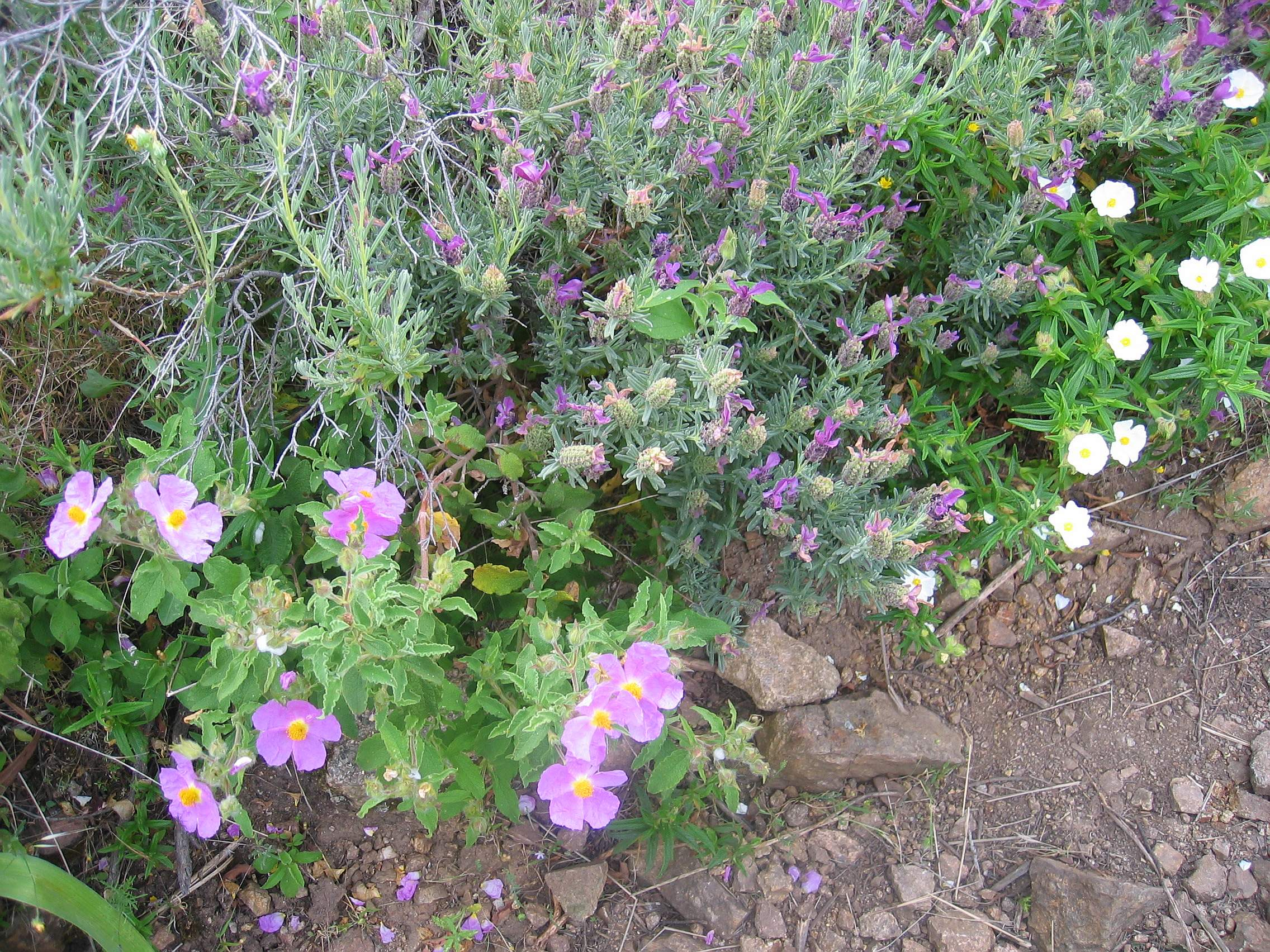
Typischer Phryganabewuchs mit Zistrose und Schopf-Lavendel

In der Phrygana dominieren dornbewehrte Kugelbuschgewächse, die gut an Wind und Trockenheit angepasst und gegen Fraß durch Ziegen oder Schafe gefeit sind.
Typische Sträucher der Phrygana sind: 
- Kopfiger Thymian (Thymbra capitata),
- Dornige Bibernelle (Sarcopoterium spinosum),
- Thymbra-Bergminze (Satureja thymbra),
- Griechischer Salbei (Salvia fruticosa),
- Mittelmeer-Strohblume (Helichrysum stoechas),
- Griechische Steinimmortelle (Phagnalon rupestre subsp. graecum),
- Dorniger Ginster (Genista acanthoclada),
- Behaarter Stechginster (Calicotome villosa),
- Quirlblättrige Heide (Erica manipuliflora),
- Dornbusch-Wolfsmilch (Euphorbia acanthothamnos),
- Krähenbeerenblättriges Johanniskraut (Hypericum empetrifolium)

sowie verschiedene Vertreter der Gattungen Zistrosen (Cistus), Nadelröschen (Fumana), Brandkräuter (Phlomis) und Gamander (Teucrium).
Die Gesellschaften der Phrygana werden im pflanzensoziologischen System in die Klasse Cisto cretici-Micromerietea julianae Oberdorfer gestellt.

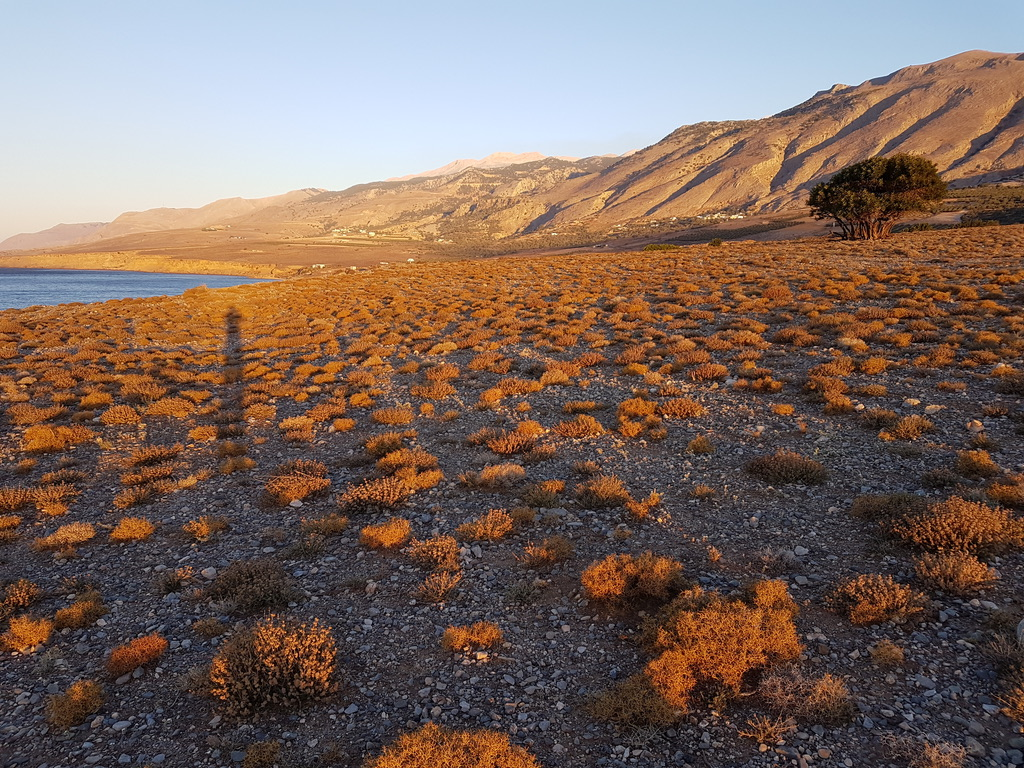
Herbstliche Phrygana in Sfakia (SW-Kreta)

## Ökologie
Phrygana entwickelt sich bei der Kombination aus Weidenutzung und Brandrodung aus der Macchie auf zunehmend degradiertem Boden. Der Bewuchs erholt sich nach Bränden schnell in den ursprünglichen Zustand; die häufigen, oft absichtlich gelegten Feuer üben jedoch einen hohen Selektionsdruck auf die Pflanzen- und Tiergemeinschaft aus. Im Frühjahr erscheinen eine Reihe von Geophyten und eine Vielzahl von Therophyten, die den Hauptanteil an der oft hohen Alpha-Diversität (mit bis über 100 Pflanzenarten auf 100 m²) dieser Vegetationsform besitzen.
Eine weitere Reduktion der Phrygana führt zur Wuchsform der Felstrift, im englischsprachigen Raum auch als steppe bezeichnet. Macchie, Phrygana und Felstrift treten meist nicht isoliert als vorherrschende Wuchsform auf, sondern wechseln sich mosaikartig ab oder gehen ineinander über, bedingt durch Bodenformation und -zusammensetzung. Es gibt jedoch auch Landschaften, deren Bewuchs nur aus Vertretern der Phrygana besteht.

## Ähnliche Begriffe
Für die im westlichen Mittelmeerraum (Spanien, Frankreich, Italien und Maghreb) wachsenden Pflanzengemeinschaften mit derselben ökologischen Rolle hat sich der Begriff Garigue durchgesetzt. Weitere regionale Bezeichnungen sind tomillares (Spanien), trachiotis (Zypern) und batha (Israel).
Andere Autoren differenzieren allerdings auch für den östlichen Mittelmeerraum zwischen Garigue und Phrygana; meist wird für die Garigue eine typische Wuchshöhe von einem Meter angegeben, wohingegen Flächen mit lockererem, nur bis zu einem halben Meter hohen Bewuchs als Phrygana bezeichnet werden. Als mittelmeerraumweiter Überbegriff wird „Gariden“ verwendet.